# Trà Nú
Trà Nú là một xã thuộc huyện Bắc Trà My, tỉnh Quảng Nam, Việt Nam.

## Địa lý
Xã Trà Nú nằm ở phía đông huyện Bắc Trà My, có vị trí địa lý:
- Phía đông giáp xã Trà Kót
- Phía tây giáp xã Trà Giang
- Phía nam giáp xã Trà Giác và tỉnh Quảng Ngãi
- Phía bắc giáp các xã Trà Đông và Trà Dương.

Xã có diện tích 57,57 km², dân số năm 2019 là 1.491 người, mật độ dân số đạt 26 người/km².

## Hành chính
Xã được chia thành 2 thôn.

## Lịch sử
Xã Trà Nú được thành lập vào ngày 16 tháng 4 năm 1988 trên cơ sở tách một phần diện tích và dân số của xã Trà Liên cũ.